# Autograph (Band)
Autograph ist eine US-amerikanische Glam-Metal-Band aus Pasadena, Kalifornien.  Die Band ist vor allem für ihren Hit Turn Up the Radio bekannt.

## Geschichte

### Gründung und Erfolge (1983–1988)
Autograph wurde 1983 vom Sänger und Songwriter Steve Plunkett gegründet, nachdem er die Band Silver Condor verlassen hatte. Plunkett begann, eigenes Material mit befreundeten Musikern, mit denen er bereits in anderen Bands gespielt hatte, aufzunehmen und zu schreiben.
Leadgitarrist wurde Steve Lynch, den Plunkett aus seiner Zeit in der Band Looker kannte. Lynch war zuvor bei Savoy Brown und in der Begleitband von Greg Lake. Den Bassisten Randy Rand kannte Plunkett aus der Band Wolfgang, mit der er in den Klubs von Pasadena gespielt hatte. Er gab für Autograph sein Engagement bei Lita Ford auf. Der Keyboarder Steve Isham verschaffte der Band einen kommerzielleren und Pop-orientierten Klang. Schlagzeuger Keni Richards und Plunkett kannten sich aus ihrer gemeinsamen Zeit in der Band John Doe. Richards’ Bekanntschaft mit David Lee Roth, dem Frontmann von Van Halen, führte schließlich zum Durchbruch der Band. Autograph machte gerade Demoaufnahmen, als Roth der Band anbot, mit Van Halen auf Tour zu gehen. Die Band hatte zu diesem Zeitpunkt weder einen Plattenvertrag unterschrieben noch ein Album veröffentlicht. Bei der Tournee handelte es sich um die große 1984-Tour, bei der Autograph bei 48 Konzerten als Vorgruppe auftrat. Schließlich wurde der Band nach einem Konzert im Madison Square Garden in New York im März 1984 ein Plattenvertrag von RCA Records angeboten.
Die Band ging anschließend ins Studio, um ihr erstes Album Sign In Please aufzunehmen, das im Oktober 1984 veröffentlicht wurde. Nachdem das Album zunächst wenig beachtet wurde, entwickelte sich die Single Turn Up the Radio zu einem großen Hit. Ironischerweise wurde der Song in letzter Minute für das Album ausgewählt. Bemerkenswert ist Steve Lynchs Gitarrensolo in Turn Up the Radio, in dem er auf sehr melodische Art und Weise seine zweihändige Tapping-Technik anwendet. Das Solo wurde 1985 vom Guitar Player Magazine zum „Guitar Solo of the Year“ gewählt.
Das zweite Album That’s the Stuff wurde im Herbst 1985 aufgenommen und veröffentlicht. Autograph ging als Vorgruppe mit verschiedenen Bands wie Mötley Crüe und Heart auf Tour.
Im Frühjahr 1987 veröffentlichte Autograph schließlich Loud and Clear. Im Musikvideo zum Titelstück haben Ozzy Osbourne und Vince Neil von Mötley Crüe einen Gastauftritt. Das Album wurde dennoch kein großer Erfolg. Als Grund nennen die Bandmitglieder die fehlende Unterstützung und Promotion ihrer Plattenfirma.

### Die Trennung von RCA und Auflösung der Band (1988–1989)
1988 trennte sich die Band von RCA Records. Der Keyboarder Isham verließ die Band und wurde nicht ersetzt, da die Band einen härteren Sound ohne Keyboards anstrebte. Man begann, ein neues Album aufzunehmen, brach die Arbeiten jedoch wieder ab, da kein interessiertes Plattenlabel gefunden werden konnte.
Richards verließ die Band ebenfalls zu dieser Zeit. Er wurde durch Eddie Cross ersetzt, die Band unternahm eine kleine Tournee und machte sporadisch Aufnahmen. Ein neuer Plattenvertrag mit Epic Records kam in letzter Minute nicht zustande und die Band löste sich nach sechs Jahren auf.

### Autograph version 2.03
Steve Plunkett gründete 2002 „Autograph v2.03“ mit neuer Besetzung und veröffentlichte 2003 ein Album mit dem Titel Buzz. Die Idee dazu war ihm, der zwischenzeitlich für über 40 Filme musikkompositorisch tätig gewesen war, bei der Arbeit am Soundtrack für den im Hair-Metal-Milieu spielenden Film Rock Star gekommen. Diese Band löste sich jedoch 2005 wieder auf.

### Reunion (ab 2013)
Die Gründungsmitglieder fanden sich 2013 zu einer Reunion zusammen. Steve Plunkett war jedoch nicht interessiert und wurde durch Simon Daniels ersetzt. Die Band plante neue Aufnahmen und Veröffentlichungen. Eine neue Single mit dem Titel You Are Us, We Are You erschien im Januar 2015. 2017 erschien mit Get Off Your Ass erstmals nach 14 Jahren wieder ein neues Album.

## Stil
Paul Suter bezeichnete den Stil als „High-Energy-Pop-Metal“. Oliver Klemm nannte ihn „Heavy-Poprock“. Im Metal Star lief Autograph unter „Melodic Charts-Hardrock“. In der Rock Hard Enzyklopädie beschrieb man den Stil als „straff und melodiös inszenierten, gitarrenlastigen Hardrock“, in Kurzform als „AOR“. Randy Rand sah seine Band Im Crash-Interview von 1986 als Party-Band.
Zum Album Buzz schrieb das Eclipsed, es handele sich um „Melodic Hard Rock“, ähnlich Shakra oder Hardline.

## Rezeption und Trivia
- Der Song Turn Up the Radio war Teil des Soundtracks zum Videospiel Grand Theft Auto: Vice City (2002) und war im Spiel auf dem Radiosender V-Rock zu hören. Ebenso ist der Song All I'm Gonna Take auf demselben Sender in Grand Theft Auto: Vice City Stories (2006) zu hören.
- Turn Up the Radio belegt Platz 93 des Rankings „The 100 Greatest Rock Songs“ von VH1.[17]

## Diskografie

### Studioalben
| Jahr | Titel            | Höchstplatzierung, Gesamtwochen, AuszeichnungChartsChartplatzierungen (Jahr, Titel, Platzierungen, Wochen, Auszeichnungen, Anmerkungen) | Anmerkungen                        |
| Jahr | Titel            | US | Anmerkungen                        |
| ---- | ---------------- | --- | ---------------------------------- |
| 1984 | Sign In Please   | US29 Gold · (29 Wo.)US | Erstveröffentlichung: Oktober 1984 |
| 1985 | That’s the Stuff | US92 (15 Wo.)US | Erstveröffentlichung: Oktober 1985 |
| 1987 | Loud and Clear   | US108 (15 Wo.)US | Erstveröffentlichung: März 1987    |

Weitere Veröffentlichungen
- 1997: Missing Pieces
- 2003: More Missing Pieces
- 2003: Buzz
- 2011: The Anthology
- 2016: Louder
- 2017: Get Off Your Ass
- 2022: Beyond

### Singles
| Jahr | Titel Album                      | Höchstplatzierung, Gesamtwochen, AuszeichnungChartsChartplatzierungen (Jahr, Titel, Album, Platzierungen, Wochen, Auszeichnungen, Anmerkungen) | Anmerkungen                         |
| Jahr | Titel Album                      | US | Anmerkungen                         |
| ---- | -------------------------------- | --- | ----------------------------------- |
| 1984 | Turn Up the Radio Sign In Please | US29 (19 Wo.)US | Erstveröffentlichung: Dezember 1984 |

Weitere Singles
- 1985: Send Her to Me
- 1986: Blondes in Black Cars
- 1986: That's the Stuff
- 1987: Loud and Clear
- 1987: Dance All Night
- 1988: She Never Looked That Good for Me